# Edelmann (Unternehmen)
Die Edelmann GmbH & Co. KG ist ein deutscher Verpackungshersteller in Familienbesitz mit Sitz in Heidenheim, Baden-Württemberg. An weltweit sechzehn Standorten entwickelt und produziert das Unternehmen Verpackungen wie Faltschachteln und Packungsbeilagen. 2020 erwirtschafteten 3.000 Mitarbeiter einen Umsatz von rd. 300 Millionen Euro, davon über die Hälfte im Ausland. Weltweit produzierte das Unternehmen mehr als fünf Milliarden Verpackungen und Packungsbeilagen.

## Geschichte

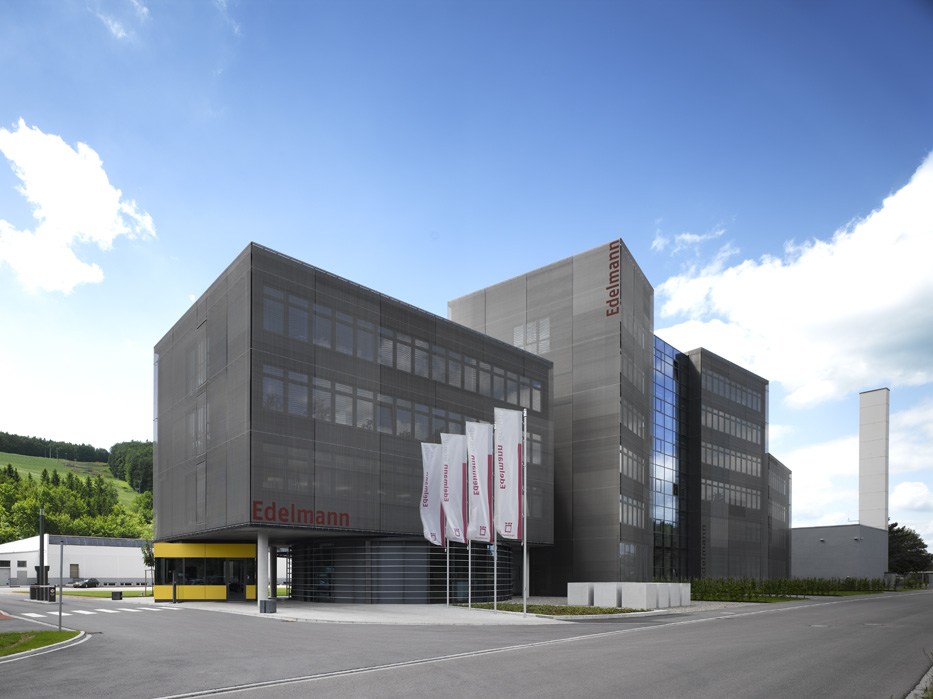
Verwaltungsgebäude in Heidenheim

Im Jahr 1913 wurde die in Heidenheim ansässige Akzidenzdruckerei Weller durch Carl Edelmann übernommen. 1924 begann Carl Edelmann mit der Fabrikation von Faltschachteln.
Von 1957 an siedelte das Unternehmen mit inzwischen ca. 500 Mitarbeitern in den Neubau einer Offsetdruckerei in der Paradiesstraße um. 1958 wurden Faltschachteln zu den wichtigsten Umsatztärgern. 1961 wurde in der Steinheimer Straße ein Lager errichtet, das seither mehrmals erweitert wurde. Im Anschluss daran wurde eine neue Offsetdruckerei auf dem Firmenareal errichtet. Nach deren Fertigstellung befand sich die gesamte Produktion in der Steinheimer Straße.
2008 zog auch die Verwaltung in das neu gebaute Edelmann Service Centrum (ESC) in der Steinheimer Straße. Die architektonische Gestaltung des ESC steht für nebeneinander platzierte Faltschachteln.

## Standorte
Der Firmenverbund entstand durch Firmenübernahmen und Neugründungen, beginnend 1976 mit dem Edelmann-Tochterwerk in Weilheim an der Teck. Im Jahr 1997 folgte die G. Braun Pharmadruck in Bitterfeld. 2003 wurde mit der Edelmann France-La Spic in Pontoise, Frankreich, der erste internationale Standort eröffnet, im Jahr 2006 kam die Wesche Pharmaverpackung in Norderstedt zur Gruppe. Edelmann Poland beliefert seit 2005 den osteuropäischen Markt.
2007 wurde mit der Edelmann Beijing Pharmaceutical Packaging & Printing Ltd. China der asiatische Markt erschlossen. Ebenfalls 2007 folgte mit Arthur Theis in Wuppertal eine neue Tochterfirma in Deutschland, die den Unternehmensbereich Health Care erweitert. Seit 2009 gehört der Standort Edelmann Mexico GDG zur Gruppe.
Im übernommenen Standort Zalai Nyomda Zrt. im ungarischen Zalaegerszeg produziert Edelmann seit 2010 Verpackungen für die Bereiche Health Care, Beauty Care und Consumer Brands. Die Edelmann Leaflet Solutions produziert Packungsbeilagen und entstand aus den Unternehmen Koopmann in Leverkusen (seit 2009) und der Lindauer Druckerei (seit 2010). 2013 wurde Janus Packaging in Himachal Pradesh indischer Standort der Edelmann-Gruppe. Seit 2013 wurden zudem Standorte in Brasilien, Indien und den USA eröffnet.